# Villa Borri
Villa Borri è un edificio in stile rinascimentale e barocco situato in via XXV Aprile 20 a Basilicagoiano, frazione di Montechiarugolo, in provincia di Parma.

## Storia
L'edificio originario, sorto probabilmente quale casa padronale di campagna e casino di caccia, fu costruito tra la fine del XVI secolo e gli inizi del XVII per volere forse del nobile Bernardo Borri, su terreni appartenenti alla sua famiglia almeno dal 1415.
Nel corso del XVII secolo alcuni ambienti interni furono decorati con affreschi barocchi e la facciata fu arricchita con un balconcino al centro del primo piano.
Attraverso numerosi passaggi generazionali, la villa pervenne nel XIX secolo al nobile Salvatore Borri, che sposò Francesca Lébrun, vedova Campagna; alla morte senza figli di Salvatore, la proprietà fu ereditata da Cesare Campagna, figlio di primo letto di Francesca. Alla scomparsa di quest'ultimo, la tenuta passò alla famiglia Corbellini, che successivamente la rivendette al nobile Giovanni Battista Borri, appartenente a un diverso ramo dell'antica casata. Giovanni Battista la trasmise in seguito ai suoi discendenti.

## Descrizione
Il parco, interamente cintato, si sviluppa ai margini dell'abitato di Basilicagoiano; la villa, raggiungibile attraverso un vialetto affiancato nella prima parte dagli edifici agricoli annessi, sorge al centro del giardino.

### Villa

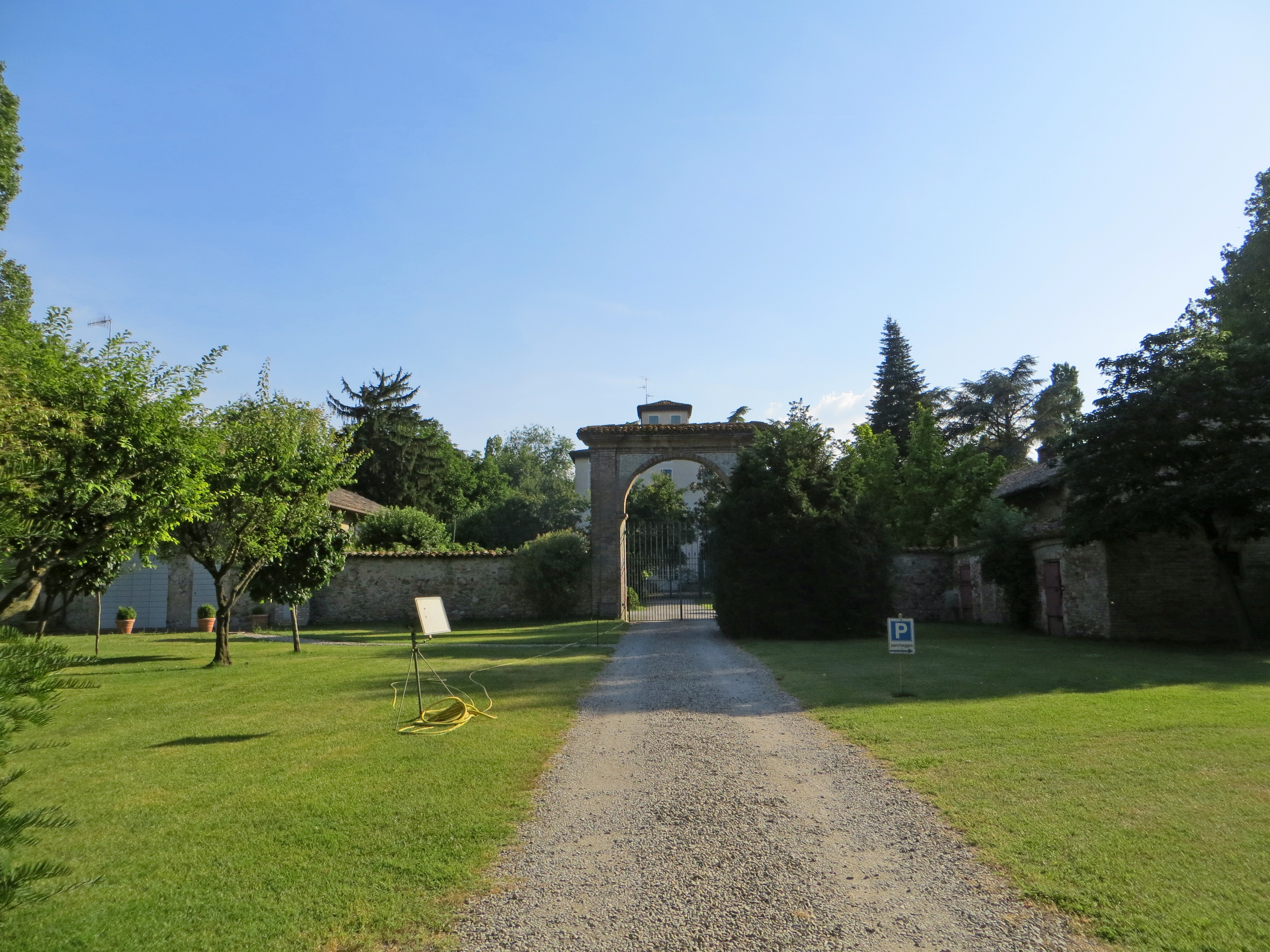
Viale d'ingresso

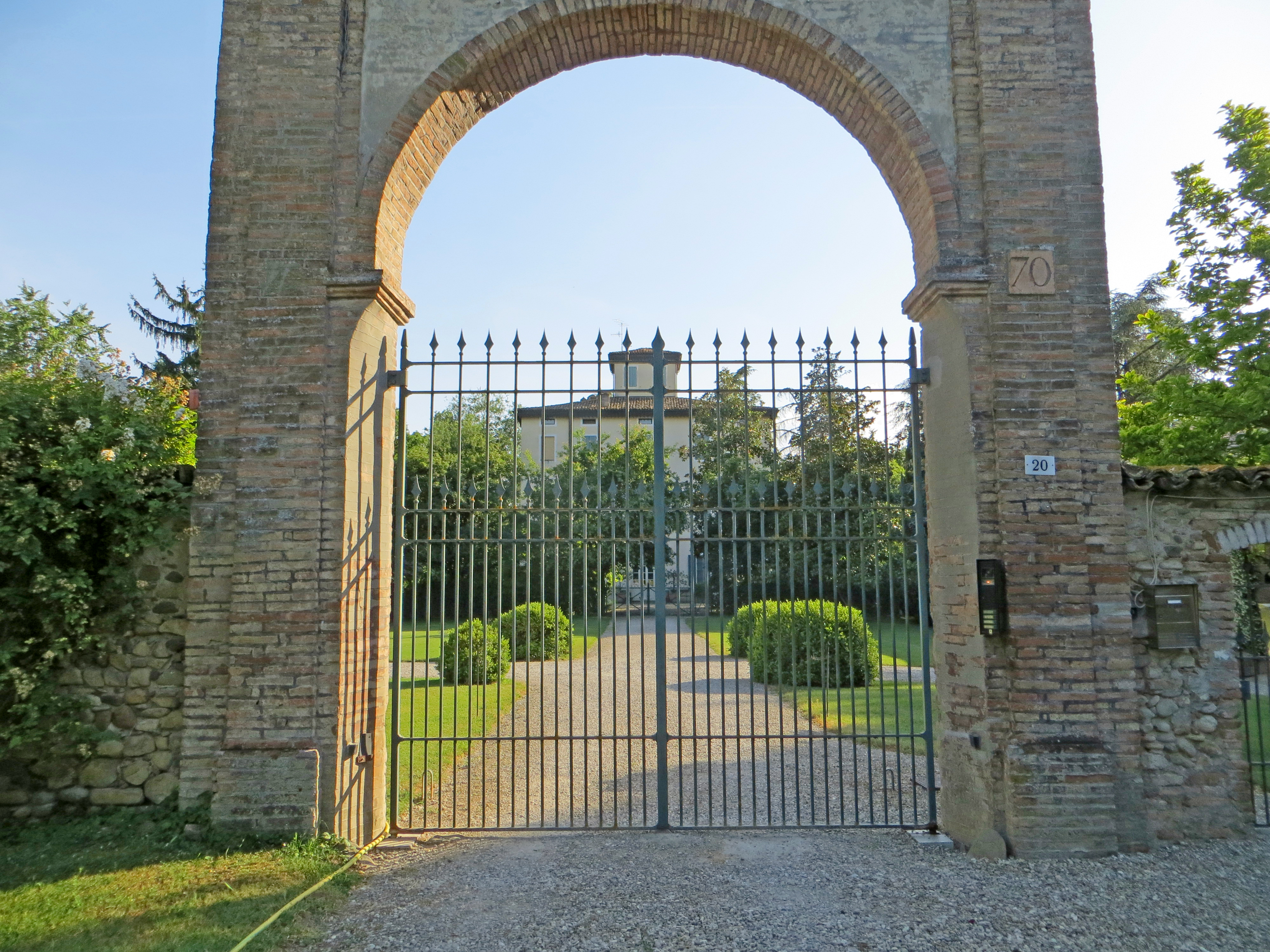
Portale d'ingresso

La villa si sviluppa su una pianta quadrata, con accesso a nord-est dal vialetto.
L'alta e simmetrica facciata intonacata si innalza su tre livelli fuori terra oltre al sottotetto; nel mezzo è collocato il portale d'ingresso ad arco a tutto sesto, sormontato al primo piano dal piccolo balcone semicircolare, chiuso da una ringhiera in ferro battuto, al cui centro campeggia un toro passante, stemma della famiglia Borri; su ogni lato si aprono due semplici finestre prive di cornici, analoghe a quelle del livello superiore e alle finestrelle del sottotetto. In sommità, al culmine del tetto a quattro spioventi, si erge la torretta a pianta quadrata, sui cui lati si aprono due finestre affiancate.
All'interno si accede al grande androne passante, coperto da una volta a botte ornata nel mezzo da un affresco seicentesco raffigurante Adone ucciso da un cinghiale e soccorso da Afrodite piangente sul morente giovinetto. Ai lati una serie di porte decorate si apre su vari ambienti, tra cui la cappella, arricchita da dipinti sulla volta a padiglione e sulle pareti; l'oratorio conserva alcuni antichi paramenti liturgici. Al centro dell'andito, un'arcata a profilo mistilineo si affaccia sullo scalone che conduce al primo piano, coperto da soffitto a semplici travetti lignei.

### Parco
Il parco interamente cintato da mura si estende su una superficie trapezoidale, con accesso a nord-est attraverso un ampio portale d'ingresso ad arco a tutto sesto in mattoni, coperto da tetto a due falde.
Ai lati del cortile si allungano gli edifici agricoli, originariamente adibiti a stalle, fienili e case coloniche; le barchesse ristrutturate sono utilizzate quali sale da ricevimento.